# Nordlandsbåt

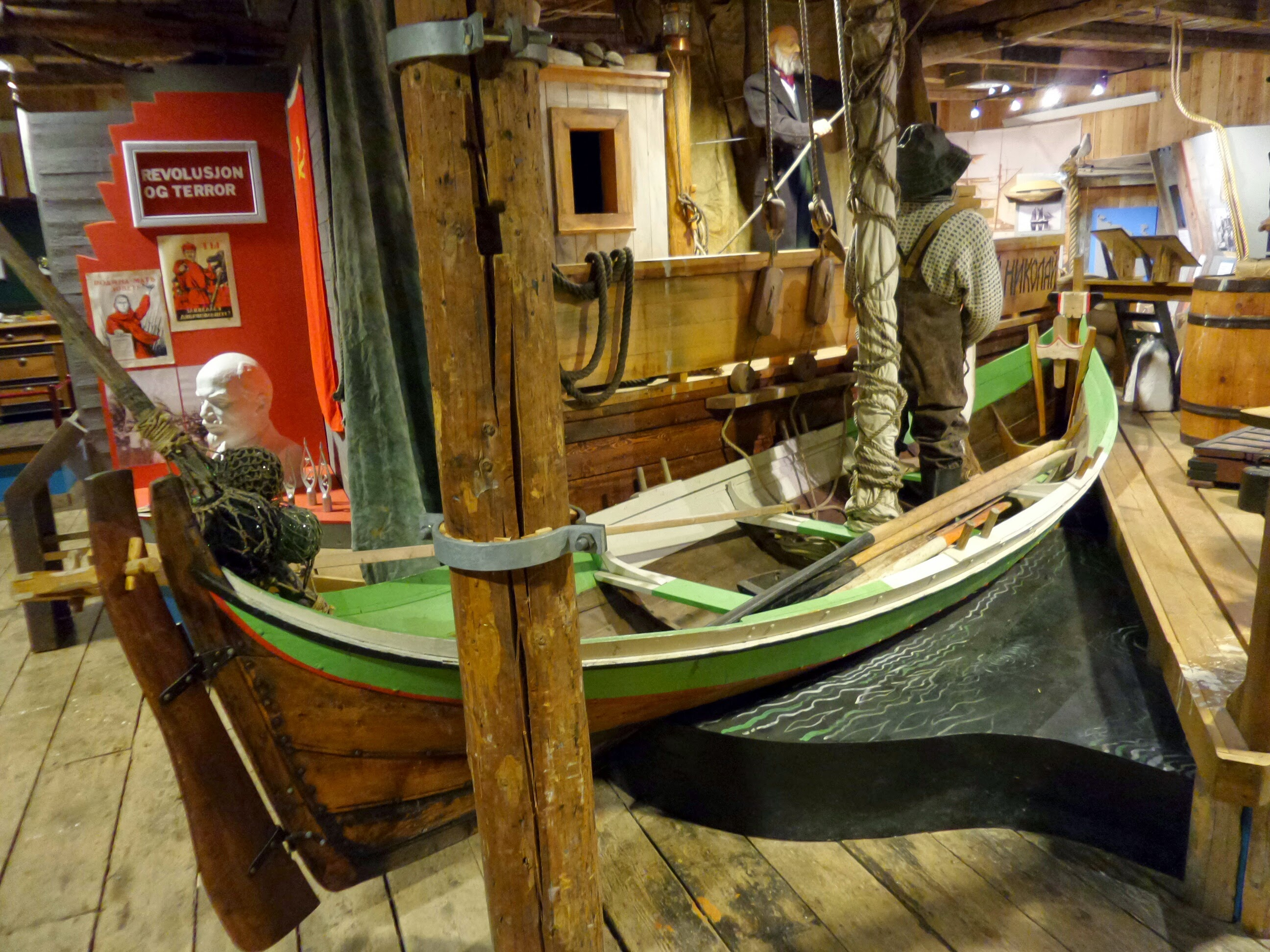
Nordlandsbåt på Pomormuseet i Vardø

Nordlandsbåt eller Nordlandsjakt är en tidigare i de norska fjordarna brukad fiske- och transportbåt, som genom sina högt uppdragna stävar bevarat viss likhet med vikingatidens skepp.
Nordlandsbåten är tämligen flatbottnad, skarp och spetsig i stävarna; den har stort språng och högt uppskjutande förstäv samt en mast med stort råsegel. Alltefter storleken kallas 
båten femböring (med fem par åror), halvfemteroing (med fyra par åror), seksring eller færing (med 3 par åror) och kjeks (med två par åror). Mot slutet av 1800-talet började den kutterriggade, däckade "listersköiten" (listerskutan) användas mycket i stället för nordlandsbåten, som senare undanträngdes av däckade motorbåtar.
Nordlandsbåtarna riggas med ett eller två råsegel på en mast, en rigg anpassad till de norska fjordarna med sina plötsliga vindkast.